# Маяк, Ия Леонидовна
И́я Леони́довна Мая́к (27 сентября 1922, Москва — 16 декабря 2018, там же) — советский и российский историк-антиковед, специалист в области истории Древнего Рима и римского права. Доктор исторических наук (1983), профессор (с 1986 года) кафедры истории древнего мира исторического факультета Московского государственного университета имени М. В. Ломоносова. Заслуженный профессор МГУ.

## Биография
Ия Леонидовна Маяк родилась 27 сентября 1922 года в Москве. Её мать, Вера Владимировна Майя (настоящая фамилия — Боголюбова, 1891—1974), была известной танцовщицей, создательницей и режиссёром Театра танца, а также руководителем класса пластики в техникуме имени А. В. Луначарского (будущий ГИТИС). В юные годы Ия готовилась стать балериной, но уже в десятом классе приняла решение стать историком. В 1940 году, после окончания школы, поступила на исторический факультет МИФЛИ.
В 1941 году, в разгар Великой Отечественной войны, дом, где жила семья Маяк, был уничтожен в результате бомбёжки, и семья эвакуировалась во Владимир. В процессе обучения Ии Леонидовны возник перерыв.
В 1944 году поступила на второй курс исторического факультета МГУ, окончила вуз в 1948 году. Сперва научным руководителем Ии Леонидовны стал Н. А. Машкин, а после его смерти в 1950 году — К. К. Зельин.
В 1948—1951 годах преподавала латинский язык в Институте иностранных языков имени Мориса Тореза, а затем состояла в должности главного библиографа в Государственной публичной исторической библиотеке (1951—1954) и ФБОН АН СССР (1954—1961), работала секретарём академика Р. Ю. Виппера.
В 1954 году Маяк защитила кандидатскую диссертацию «Взаимоотношения Рима и италийских союзнических общин в III—II вв. до н. э. (до гракханского движения)». Преподаватель истории древнего мира в МГПИ им. В. П. Потёмкина (1958—1960). В 1961 году, получив приглашение на исторический факультет МГУ, Маяк вернулась туда в качестве младшего научного сотрудника, с 1962 года — ассистента. Во второй половине 1960-х годов занимала пост заместителя декана факультета по вечернему и заочному отделению. В 1966 году ей было присвоено учёное звание доцента. C 1968 по 2015 год возглавляла учебно-методическую комиссию исторического факультета МГУ.
В 1983 году защитила докторскую диссертацию «Генезис Римского полиса : социально-политические проблемы древнейшего Рима», с 1986 года — профессор. До 2002 года являлась членом экспертного совета по истории Высшей аттестационной комиссии. С 2007 по 2017 год возглавляла диссертационный совет по специальностям «всеобщая история» и «историография, источниковедение и методы исторического исследования». Член бюро Ассоциации антиковедов России, член редколлегии журнала «Вестник древней истории».
Владела немецким, итальянским, французским языками. Приглашалась в научно-образовательные центры Европы для чтения лекций по проблемам римской истории и публичного римского права: в Берлинский университет имени Гумбольдта (1983), университет Сассари (1999, 2005). Стояла у истоков изучения в России римского права, в 1995 году выступив в качестве одного из учредителей фонда «Центр изучения римского права», вошла в редакционный совет российско-итальянского журнала «Ius antiquum. Древнее право» (с 1996), а также в редколлегию международного электронного журнала Diritto e Storia («Право и история», Италия). Принимала активное участие в организации первых международных конференций по римскому праву (1997, 2000, 2003). Одна из авторов «Большой Российской энциклопедии».
Имела сына.
Похоронена на Ваганьковском кладбище в Москве (участок 2).

## Награды и звания
- Орден Почёта (5 мая 2005 года) — за заслуги в области образования и науки и многолетнюю плодотворную деятельность[5]
- Почётная Грамота Президиума Верховного Совета РСФСР (1980)
- Медаль «Ветеран труда» (1984)
- Почётный работник высшего профессионального образования Российской Федерации (2005)
- бронзовая медаль ВДНХ «За успехи в народном хозяйстве СССР» (1983)
- почётный знак "За успехи в области высшего образования СССР (1980)
- Заслуженный профессор МГУ (1996)

## Основные работы
- Маяк И. Л. Народ – творец истории : аннотированный указатель литературы / Под ред. чл.-кор. Акад. наук СССР М. Д. Каммари ; Гос. публичная ист. б-ка. — М.: Госкультпросветиздат, 1954. — 44 с.
- Маяк И. Л. Всеобщая история : указатель литературы для учителей средней школы. — М., 1954.
- Маяк И. Л. Взаимоотношения Рима и италийцев в III-II веках до нашей эры (до гракханского движения). — М.: Изд-во МГУ, 1971. — 159 с.
  - Маяк И. Л. Взаимоотношения Рима и италийцев в III-II вв. до н.э. (до гракханского движения). — 2-е изд. — М.: Аргамак-Медиа, 2020. — 174 с. — ISBN 978-5-00024-120-2.
- Маяк И. Л. Рим первых царей: Генезис римского полиса. — М.: Изд-во МГУ, 1983. — 269 с.
- Человек Античности. Идеалы и реальность. Хрестоматия. М., 1992 (составитель совм. с И. О. Исаевой);
- Маяк И. Л. Римляне ранней Республики. — М.: Изд-во МГУ, 1993. — 158 с.
  - Маяк И. Л. Римляне ранней Республики. — 2-е изд. — СПб.: Наука, 2019. — 205 с. — (Библиотека всемирной истории). — ISBN 978-5-02-039671-5.
- Вера Майя. Воспоминания дочери // Искусство движения. История и современность. М., 2002.
- Маяк И. Л. Римские древности по Авлу Геллию: история, право. — М.: Аргамак, 2012. — 335 с. — (Научное сообщество). — ISBN 978-5-905554-22-3.
  - Маяк И. Л. Римские древности по Авлу Геллию: история, право. — 2-е изд., перераб. и доп. — М.: Аргамак-Медиа, 2015. — 335 с. — (Научное сообщество). — ISBN 978-5-905554-22-3.